# Prinz Heinrich
Pour les articles homonymes, voir Heinrich.
Le Prinz Heinrich est un ancien bateau à vapeur pour le courrier et passagers qui était exploité sur la ligne Emden-Borkum de 1909 à 1969. Mis hors service, il est désormais à quai comme navire musée au port de plaisance de Leer. Il est classé monument historique en Allemagne (Denkmal).

## Historique
Le Prinz Heinrich a été construit en 1909  par le chantier naval de Papenbourg Meyer Werft pour le trafic de passagers et de courrier entre Emden et l'île de Borkum en mer du Nord par la Borkumer Kleinbahn- und Dampfschiffahrts-Aktiengesellschaft à Emden, à cause de l'expansion de Borkum en forteresse côtière dans l'Empire allemand. 
En 1953, le navire a été renommé Hessen et en 1958, il a été vendu à la compagnie maritime Aktiengesellschaft Ems à Emden. Les nouveaux propriétaires l'ont fait convertir en bateau à moteur diesel au chantier naval Cassens à Emden. Les deux moteurs diesel six cylindres développaient chacun 215 cv et permettaient ainsi une vitesse de 11 nœuds. Le navire à passagers pouvait transporter 390 personnes avec un équipage de 11 personnes.

Après son déclassement en 1969, le navire a été vendu au couple Hildesheim Mady et Reinhold Kasten, qui le stationnent au nouveau poste à quai à Holstenhafen près de la vieille ville de Lübeck sous le nom de Mississippi . Il a été revendu à Warnemünde en 2002.

### Préservation

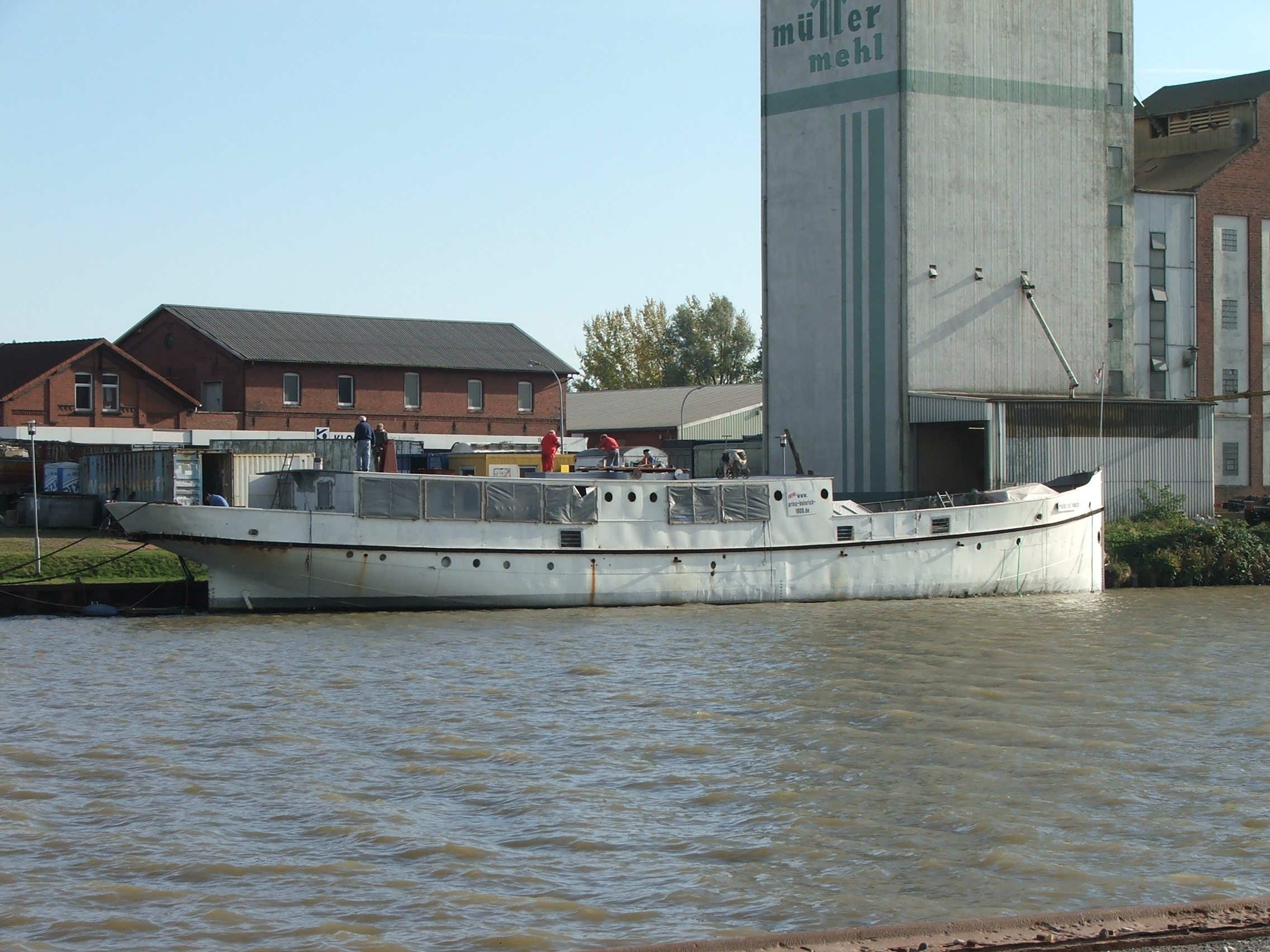
Le Prinz Heinrich pendant la restauration

En 2003, l'association nouvellement créée, Traditionsschiff Prinz Heinrich“ e. V.  a ramené le navire à Leer. La même année, le Prinz Heinrich a été reconnu comme monument historique par l'Office d'État de Basse-Saxe pour la préservation des monuments à Hanovre . Depuis la fin de la restauration complète en 2018, le navire a été en grande partie remis dans son état d'origine au poste d'amarrage historique sur le Nesse-Ufer dans le port de plaisance de Leer en tant que navire-musée. Il abrite une exposition sur la navigation dans la région d'Ems-Dollart et la pêche au hareng.

### Navires similaires
- le navire vapeur de transport Alexandra de Flensbourg, construit en 1908.
- Un autre navire a vapeur du chantier naval Meyer, Albatros de 1912 peut encore être vu sur terre dans la station balnéaire de la mer Baltique de Damp.

## Galerie

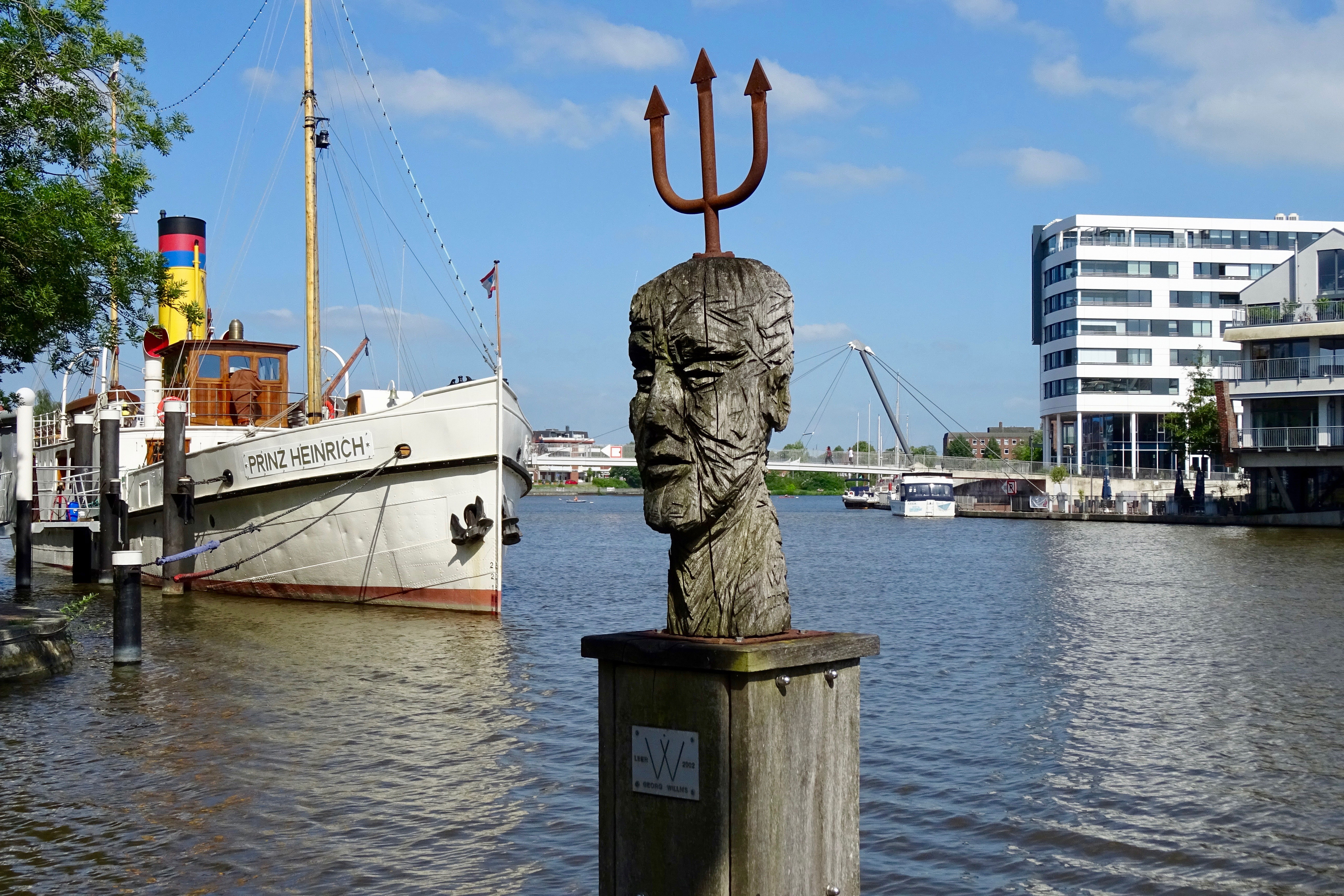
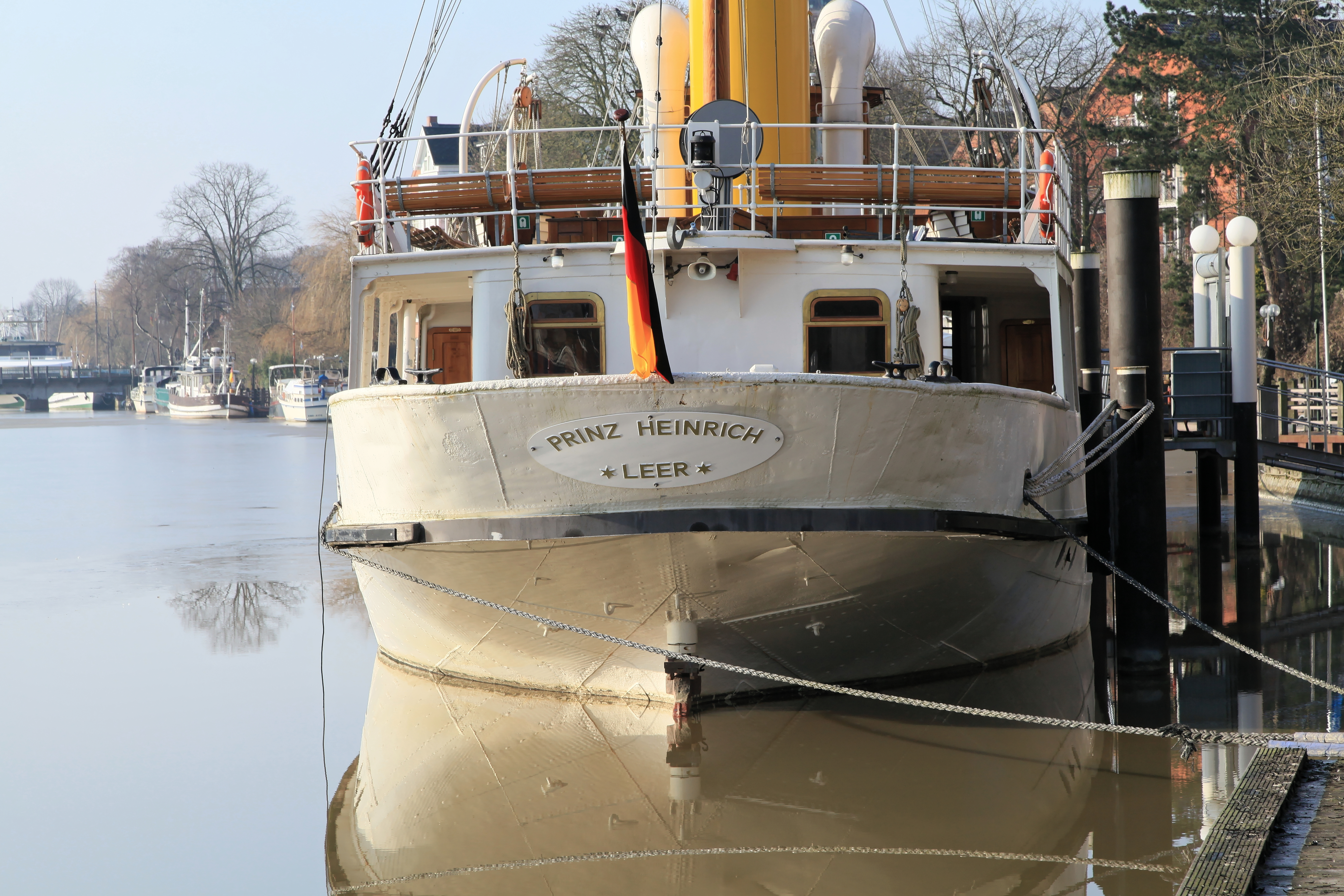
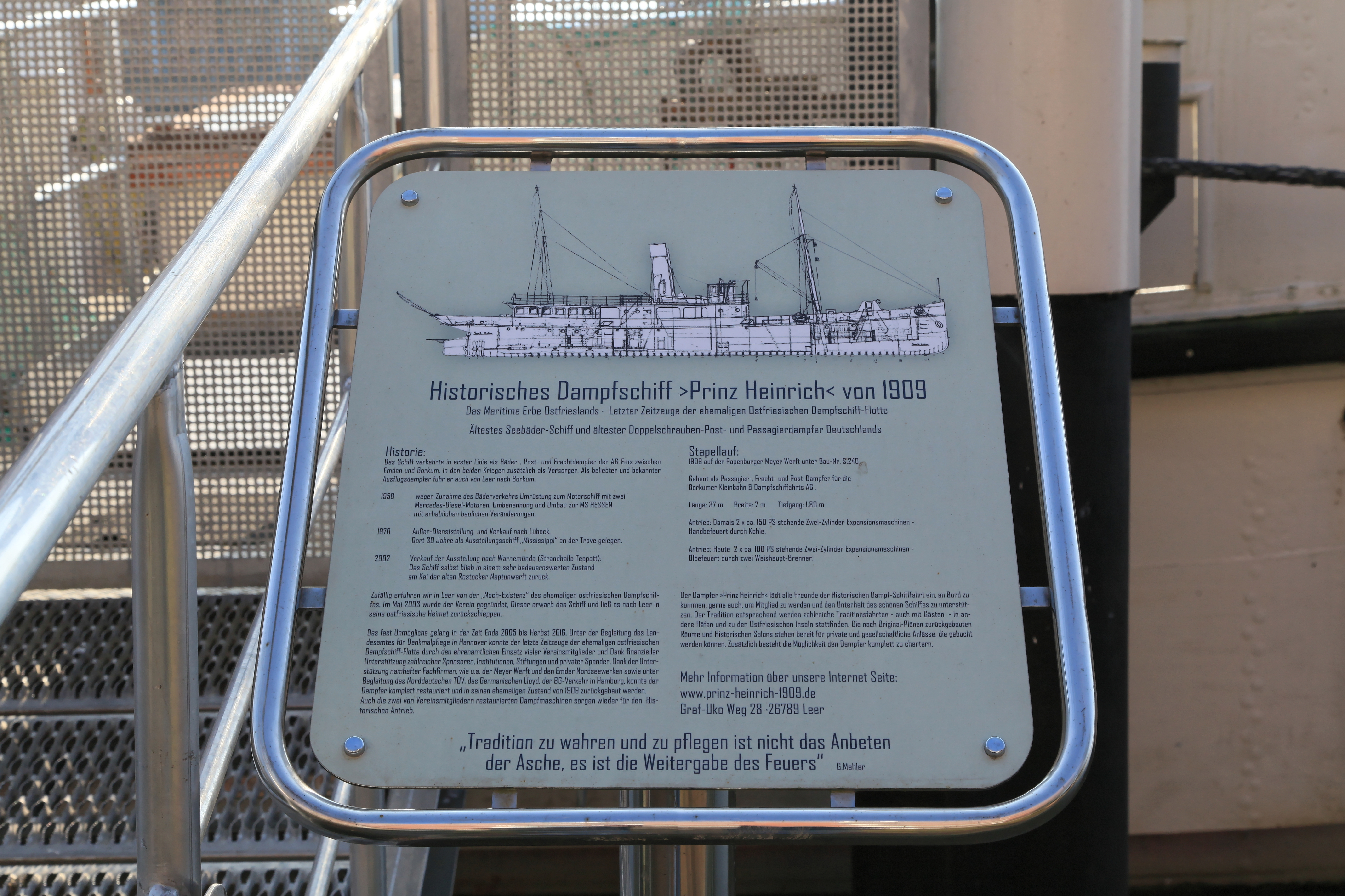